# Quai d'Orléans
Quai d'Orléans (Orleánské nábřeží) je nábřeží v Paříži. Nachází se ve 4. obvodu na ostrově svatého Ludvíka.

## Poloha
Nábřeží vede po jižním okraji ostrova podél Seiny od mostu Tournelle na křižovatce s Rue des Deux-Ponts, kde proti proudu navazuje Quai de Béthune a končí u mostu Saint-Louis na křižovatce s Rue Jean-du-Bellay, odkud pokračuje nábřeží Quai de Bourbon.

## Historie
Nábřeží bylo vybudováno v letech 1614–1646 a své jméno získalo po Gastonu Orleánském, bratrovi Ludvíka XIII. Během Velké francouzské revoluce se v letech 1792–1806 nazývalo Quai de l'Égalité (nábřeží Rovnosti).

## Významné stavby
Nábřeží je zastavěno honosnými domy z 18. století. V prvním díle románového cyklu Hledání ztraceného času Marcela Prousta hlavní postava Charles Swann bydlel na Quai d'Orléans.
V domě č. 6 od roku 1854 sídlí Polská knihovna v Paříži, dům č. 12 je Hôtel d'Arvers.